# ブッシー・ハウス
ブッシー・ハウス（Bushy House）は、ロンドン・テディントンにある邸宅である。ハリファックス伯爵ジョージ・モンタギューによって1714年から1715年にかけて建てられたもので、その後国王ウィリアム4世の邸宅としても使われた。1952年に2*級イギリス指定建造物に指定された。
隣接してブッシー・パークがあり、この建物の上層の階から眺めることができる。1900年、ブッシー・ハウスとブッシー・パークを含む12ヘクタールの土地にイギリス国立物理学研究所(NPL)が開設された。この建物の1階と地下はNPLの実験室となり、初代所長リチャード・グレイズブルックを始めとする歴代のNPL所長は、この建物の一部を私邸として利用した。ブッシー・ハウスには、複数の実験室、かつての科学機器などを展示した2つの小規模な博物館、会議室がある。

## 歴史
現在のブッシー・ハウスの位置には、1663年、建築家ウィリアム・サムウェルがエドワード・プロガーの依頼により4千ポンド（2021年の物価換算で約65万ポンド）で建てた、ブッシー・パークの管理者のための小屋だった。清教徒革命により亡命中のチャールズ2世に忠誠を誓っていたプロガーは、チャールズ2世が保有するブッシー・パークの管理者に任命されていた。
ハリファックス男爵ジョージ・モンタギューがチャールズ2世の寵姫バーバラ・パーマーからこの公園を買い取って管理者となった後、1714年から1715年にかけてブッシー・ハウスを建設した。邸宅と公園は、従兄弟のジョージ・モンタギュー（後に初代ハリファックス伯爵）を経て、ジョージの息子のジョージ・モンタギュー＝ダンク（第2代ハリファックス伯爵）に継承された。1771年から1792年まで、ジョージ・モンタギューの孫に当たり首相も務めたノース卿フレデリック・ノースがこの邸宅に住んでいた。ノース卿は他にエプソムやロンドン中心部（ウェストミンスター）などにも邸宅を持っていた。
ノース卿とその妻の死後の1797年、国王ジョージ3世は、自身の息子のクラレンス公（後の国王ウィリアム4世）をブッシー・パークの管理人に任命した。クラレンス公は、愛人のドロシー・ジョーダンやその10人の子供とともにこの邸宅に住んでいた。1811年にドロシーとの関係が終わった後も、クラレンス公はドロシーとの間の子供たちとともにこの邸宅に住み続け、1818年に結婚した妻アデレードもこの邸宅に住んでいた。1830年6月26日の朝、兄の国王ジョージ4世が亡くなり、クラレンス公がウィリアム4世として国王に即位した。即位とともに、ウィリアム4世は王妃アデレードをブッシー・パークの管理人に任命した。1837年にウィリアム4世が亡くなった後、1849年にアデレードが亡くなるまで、この邸宅はアデレードの公邸として使われた。
1865年、女王ヴィクトリアは、2月革命によりフランスから亡命したヌムール公らフランス王家の人々のためにこの邸宅を提供した。ヌムール公は1871年にフランスに戻ったが、再び亡命する場合に備えてブッシー・ハウスの管理を続けた。1896年にヌムール公が相続人のないまま亡くなったため、この邸宅は空き家になった。
1900年、プリンス・オブ・ウェールズ（後の国王ジョージ5世）がこの地にイギリス国立物理学研究所を開設した。当初はリッチモンドのオールド・ディア・パークでの開設を予定していたが、この土地は浸水の恐れがあったため、その代替としてブッシー・パークが充てられた。研究所は1902年3月に開設された。

## ギャラリー

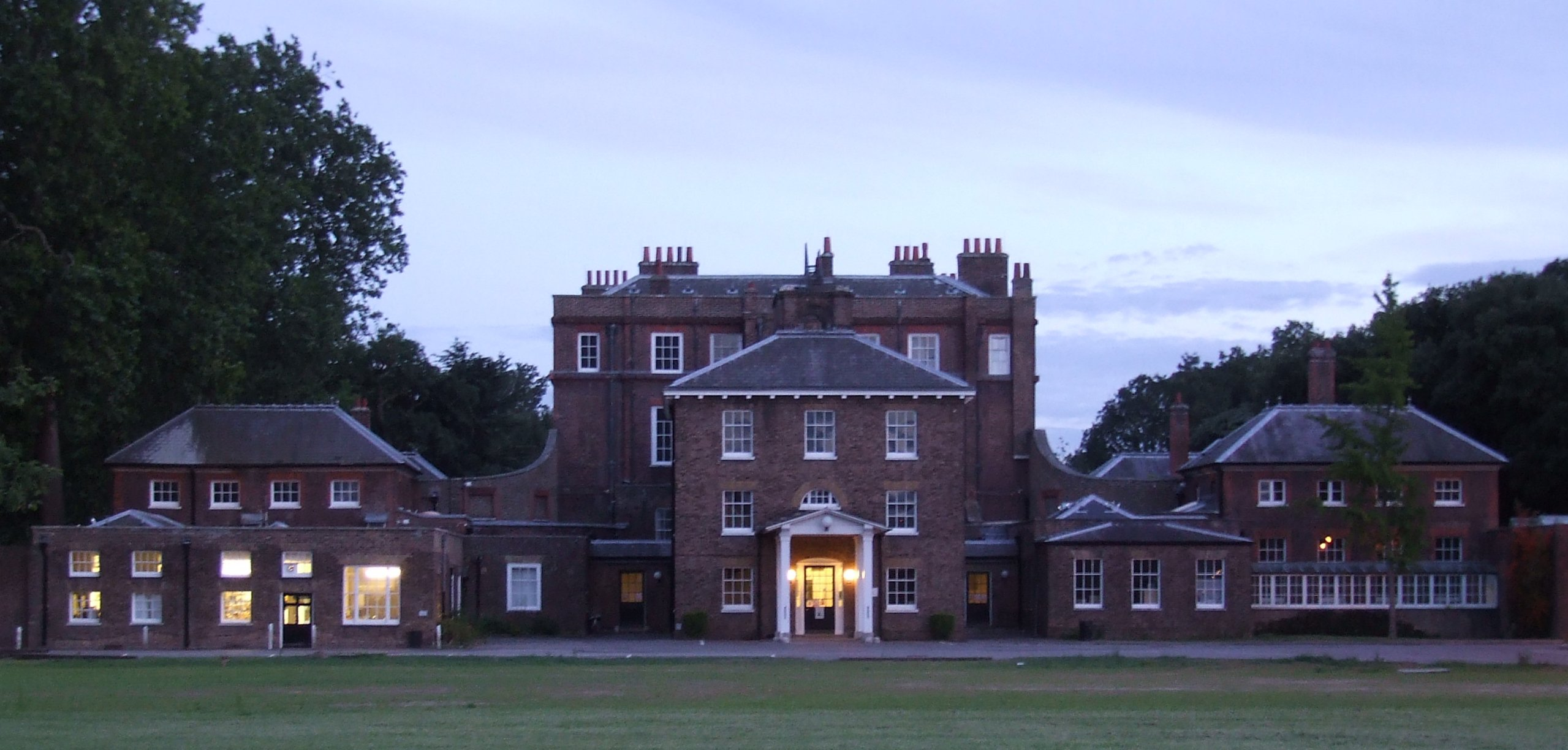
ブッシー・ハウスの北側（2007年）
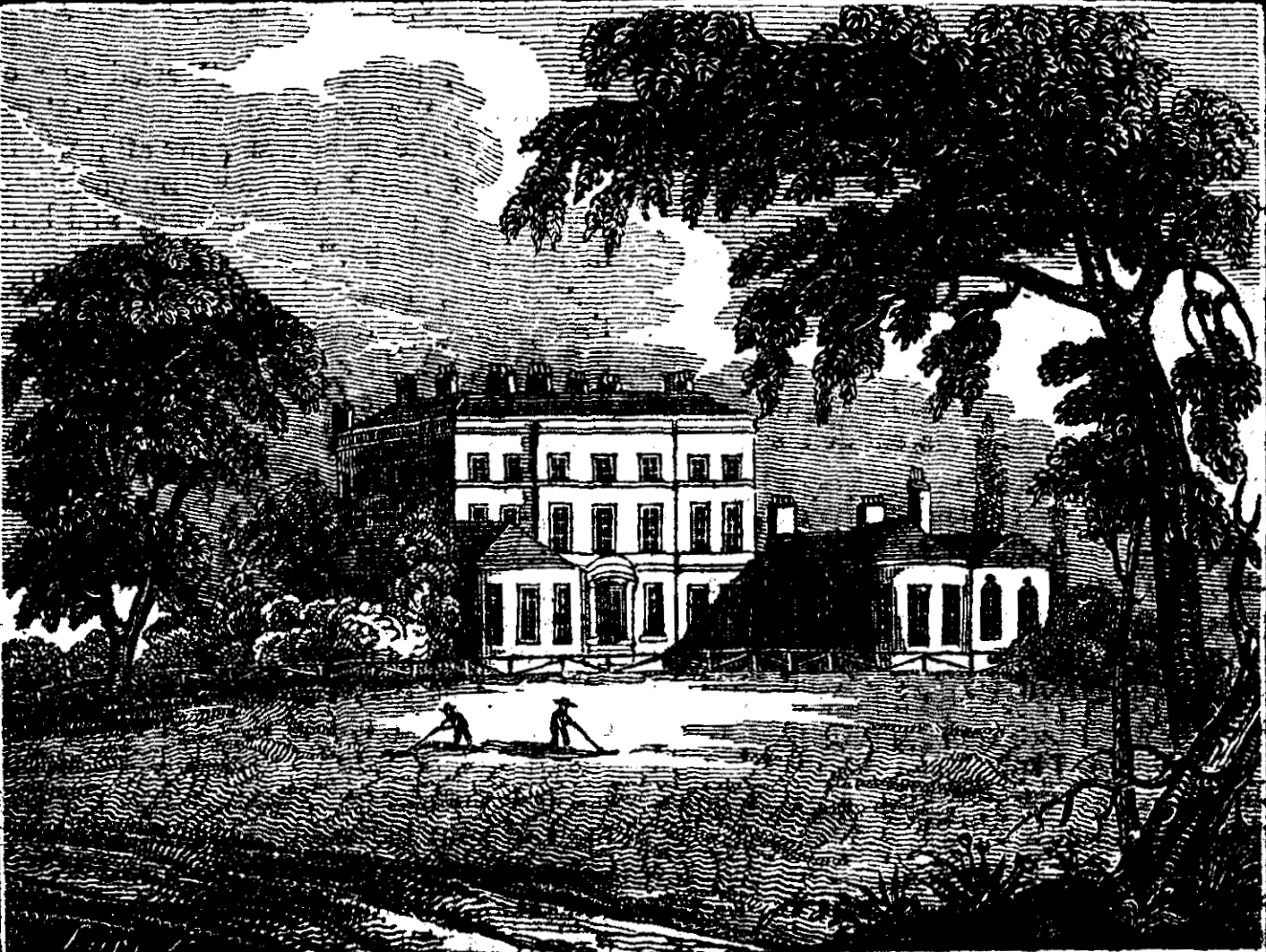
1827年の本に描かれたブッシー・ハウス
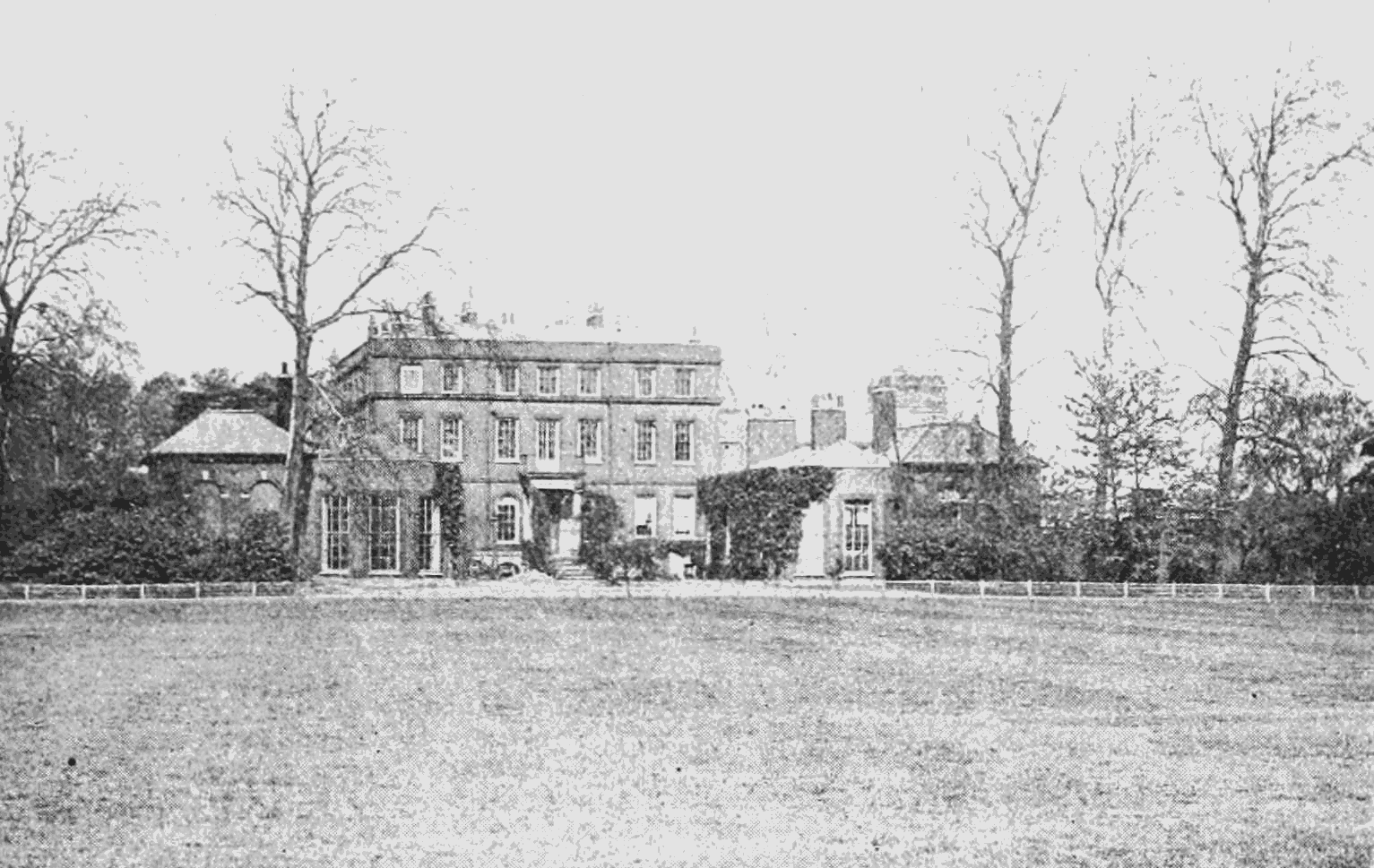
ブッシー・ハウスの東側（1901年または1902年）